# Die Gespensterjäger (Hörspiel)
Die Gespensterjäger ist eine von Jumbo Neue Medien & Verlag herausgegebene Hörspielserie nach der gleichnamigen Buchreihe von Cornelia Funke.

## Handlung

### Gespensterjäger auf eisiger Spur
Als Tom zu Hause verängstigt von einem Gespenst im Keller berichtet, glaubt ihm niemand. Außer der Gespensterjägerin Hedwig Kümmelsaft, die ihm Unterstützung bei der Vertreibung des MUG – einem Mittelmäßig Unheimlichen Gespenst – anbietet. Doch dann erfährt Tom, dass das Kellergespenst aus seiner Villa vertrieben wurde und beschließt, zu helfen. Gemeinsam mit Hedwig nimmt er den gefährlichen Kampf gegen den Hausbesitzer – das Unglaublich Ekelhafte Gespenst – auf. Tom lernt jede Menge über den Umgang mit Gespenstern und beeindruckt seine große Schwester.

### Gespensterjäger im Feuerspuk
Dichter Rauch steigt aus dem Hotel Strandperle auf: Unberechenbare Feuergeister bedrohen die Gäste. Doch schon sind die Gespensterjäger zur Stelle. Mit Hedwig Kümmelsafts Anti-Spuk-Tricks können die Gruselexperten schließlich die stickigen Rauchschwaden durchdringen – und die mächtigen Geister mit Mut und Einfallsreichtum vertreiben.

### Gespensterjäger in der Gruselburg
Sie sind eines der besten Gespensterjäger-Teams der Welt: Hedwig Kümmelsaft, ihr menschlicher Assistent Tom Tomsky und das Mittelmäßig Unheimliche Gespenst Hugo. Als sie ein Hilferuf des Barons von Dusterstein erreicht, werden die drei mit vergangenen Zeiten konfrontiert und machen Bekanntschaft mit der Blutigen Baronin.

### Gespensterjäger in großer Gefahr
Gruselexperte Tom muss sein drittes Gespensterjäger-Diplom bestehen. Da kommen die rätselhaften Spukerscheinungen in dem kleinen Dorf Moorweiher gerade richtig. Tom soll ein Gespenst mittlerer Gefährlichkeit bestimmen, fotografieren und fangen. Aber ihn und seine Gespensterjäger-Kollegen Hedwig Kümmelsaft und Hugo, ein Mittelmäßig Unheimliches Gespenst, erwartet dort auch eine Menge Schlamm und ein todbringender Dämon. Werden die Gespensterjäger ihre bisher größte Herausforderung meistern?

## Besetzung

### Gespensterjäger auf eisiger Spur
| Rolle              | Sprecher              |
| ------------------ | --------------------- |
| Erzählerin         | Katja Danowski        |
| Tom                | Leon Alexander Rathje |
| Hedwig Kümmelsaft  | Katja Brügger         |
| Gespenst Hugo      | Ernst H. Hilbich      |
| Lola               | Nina Kreß             |
| Toms Mutter        | Birte Kretschmer      |
| Toms Oma           | Gisela Trowe          |
| Berichterstatter   | Holger Postler        |
| Hörbuch-Sprecherin | Ingeborg Kallweit     |
| Hörbuch-Sprecher   | Peter Weis            |
| Herr Lieblich      | Max Hopp              |
| Gespenst UEG       | Monty Arnold          |

### Gestensterjäger im Feuerspuk
| Rolle                             | Sprecher                 |
| --------------------------------- | ------------------------ |
| Erzählerin                        | Monique Schwitter        |
| Tom                               | Leon Alexander Rathje    |
| Hedwig Kümmelsaft                 | Katja Brügger            |
| Gespenst Hugo                     | Ernst H. Hilbich         |
| Direktor Wichtigmann              | Jürgen Uter              |
| Lola                              | Nina Kreß                |
| Toms Mutter                       | Birte Kretschmer         |
| Sir Mac Ghostbottom               | Joachim Bliese           |
| Grubligei, 1. Koch                | Horst Arenthold          |
| Herr Schemmelmann, 2. Koch        | Klaus Dittmann           |
| Hörbuchsprecher                   | Holger Postler           |
| Hörbuchsprecherin                 | Ingeborg Kallweit        |
| Rezeptionist                      | Jörgborg Ahlers          |
| Koch, Gast, Menge, Feuergeist     | Gudo Mattiat             |
| Koch, Gast, Menge, Feuergeist     | Axel König               |
| Reporter, Gast, Menge, Feuergeist | Johannes Schaefer        |
| Gast, Menge, Feuergeist           | Sieglinde Gerloff-Flügge |
| Gast, Menge, Feuergeist           | Pia Werfel               |

### Gespensterjäger in der Gruselburg
| Rolle                    | Sprecher              |
| ------------------------ | --------------------- |
| Erzählerin               | Anna-Maria Kuricová   |
| Tom                      | Leon Alexander Rathje |
| Hedwig Kümmelsaft        | Katja Brügger         |
| Gespenst Hugo            | Ernst H. Hilbich      |
| Herr Wurm                | Jürgen Uter           |
| Frau Wurm                | Susanne Schrader      |
| Die Blutige Baronin      | Marion Breckwoldt     |
| Professor Boccaballa     | Stephan Schad         |
| Toms Mutter              | Birte Kretschmer      |
| Toms Vater               | Till Huster           |
| Passant im Dorf          | Frank Jordan          |
| Stimmen aus dem Computer | Frank Jordan          |
| Stimmen aus dem Computer | Ingeborg Kallweit     |
| Wibeigei                 | Gudo Mattiat          |
| Wibeigei                 | Pia Werfel            |
| Wibeigei                 | Gunnar Frietsch       |

### Gespensterjäger in großer Gefahr
| Rolle                    | Sprecher              |
| ------------------------ | --------------------- |
| Erzählerin               | Monique Schwitter     |
| Tom                      | Leon Alexander Rathje |
| Hedwig Kümmelsaft        | Katja Brügger         |
| Gespenst Hugo            | Ernst H. Hilbich      |
| Schleimblatt / Zargoroth | Jürgen Uter           |
| Neprospeg                | Konstantin Graudus    |
| Pastor                   | Frank Grupe           |
| Hornhobel                | Douglas Welbat        |
| Schwester des Pastors    | Susanne Schrader      |
| Hörbuch-Sprecher         | Holger Postler        |
| Hörbuch-Sprecherin       | Ingeborg Kallweit     |
| Radiosprecher            | Tobias Persiel        |
| Gespenst                 | Gudo Mattiat          |
| Gespenst                 | Axel König            |
| Gespenst                 | Pia Werfel            |
| Gespenst                 | Brigitte Böhme        |